# Асанський сільський округ
Аса́нський сільський округ (каз. Асан ауылдық округі, рос. Асанский сельский округ) — адміністративна одиниця у складі Курмангазинського району Атирауської області Казахстану. Адміністративний центр — село Асан.
Населення — 1150 осіб (2021; 1338 у 2009, 1258 у 1999, 910 у 1989).
Станом на 1989 рік існували Азгірська сільська рада (села Азгір, Асан, Балкудук, Каниртерек) та Суїндицька сільська рада (села Батирбек, Єгінкудук, Жалгизапан, Суїндик, Уштаган). 1993 року село Асан колишньої Азгірської сільради та село Уштаган колишньої Суїндицької сільради утворили окремий Асанський сільський округ.

## Склад
До складу округу входять такі населені пункти:
| Населений пункт | Населення, осіб (1989) | Населення, осіб (1999) | Населення, осіб (2009) | Населення, осіб (2021) |
| --------------- | ---------------------- | ---------------------- | ---------------------- | ---------------------- |
| Асан, село      | 500                    | 511                    | 578                    | 555                    |
| Уштаган, село   | 410                    | 747                    | 760                    | 595                    |